# Municipio de Springfield (condado de Fayette)
El municipio de Springfield (en inglés: Springfield Township) es un municipio ubicado en el condado de Fayette en el estado estadounidense de Pensilvania. En el año 2000 tenía una población de 3.111 habitantes y una densidad poblacional de 20 personas por km².

## Geografía
El municipio de Springfield se encuentra ubicado en las coordenadas 40°01′00″N 79°30′59″O / 40.01667, -79.51639.

## Demografía
Según la Oficina del Censo en 2000 los ingresos medios por hogar en la localidad eran de $29,133 y los ingresos medios por familia eran de $32,160. Los hombres tenían unos ingresos medios de $26,644 frente a los $18,625 para las mujeres. La renta per cápita de la localidad era de $12,608. Alrededor del 21,7% de la población estaba por debajo del umbral de pobreza.